# Feuerwehr-Ehrenzeichen
Feuerwehr-Ehrenzeichen werden im Bereich der Feuerwehren für langjährige Dienstzeiten, für besondere Verdienste im Brandschutz oder für besonders mutiges Verhalten bei der Brandbekämpfung verliehen.
Im engeren Sinn handelt es bei Feuerwehr-Ehrenzeichen oder Brandschutzehrenzeichen um Ehrenzeichen, die seit dem Zweiten Weltkrieg auf der Ebene der deutschen wie der österreichischen Bundesländer gestiftet wurden. Die Schweiz ist einer der wenigen Staaten weltweit, der (seit 1848) an seine Staatsbürger keine Orden und Ehrenzeichen verleiht, damit existieren hier auch keine Feuerwehr-Ehrenzeichen, sondern nur Auszeichnungen.
Im weiteren Sinne handelt es sich bei Feuerwehr-Ehrenzeichen um Ehrenzeichen mit anderen Namen, die in Zusammenhang mit den Tätigkeiten der Feuerwehren stehen (z. B. Abzeichen für Feuerwehrleistungswettbewerben) oder um Auszeichnungen von nichtstaatlichen Körperschaften wie den deutschen und österreichischen Landesfeuerwehrverbänden.

## Deutschland
Feuerwehr-Ehrenzeichen sind von Rettungsmedaillen und Hochwassermedaillen zu unterscheiden.

### Geschichte
Im Deutschen Reich wurden von den einzelnen Bundesstaaten Feuerwehr-Ehrenzeichen mit der Entwicklung des Freiwilligen Feuerwehrwesens ab etwa dem Jahr 1880 eingeführt. Nach Ende des Ersten Weltkriegs blieben die Feuerwehren im Deutschen Reich Ländersache, es entstanden Auszeichnungen wie das bayerische Ehrenzeichen für hervorragende Leistungen im Feuerwehrdienst.
Im Dritten Reich wurde im Dezember 1936 mit dem Reichsfeuerwehrehrenzeichen ein deutschlandweites Ehrenzeichen geschaffen, die Landes- und Provinzialfeuerwehrverbände durften keine eigenen Ehrenzeichen mehr verleihen. Mit der Umwandlung der Feuerwehren in eine Feuerschutzpolizei als ein der Polizei untergeordnetes staatliches Organ wurde ab dem Jahr 1938 im damaligen Deutschen Reich (und damit auch dem angeschlossenen Österreich) das Feuerwehr-Ehrenzeichen verliehen. Beide Ehrenzeichen verfügten über zwei Klassen: die erste Klasse für besondere Verdienste oder besonders mutiges Verhalten, die zweite für 25 Dienstjahre. Laut Gesetz über Titel, Orden und Ehrenzeichen vom 26. Juli 1957 ist das Tragen der Auszeichnung in der Bundesrepublik Deutschland nur ohne nationalsozialistische Embleme gestattet.
Nach Ende des Zweiten Weltkriegs wurden die Feuerwehren und mit ihnen das Verleihungsrecht für staatliche Auszeichnungen sowohl in Deutschland als auch in Österreich Sache der Bundesländer, die entsprechende Feuerwehr-Ehrenzeichen einführten.
In der DDR gehörten die Berufsfeuerwehren zur Volkspolizei, daher wurden die Ehrenzeichen der Deutschen Volkspolizei auch an Berufsfeuerwehrangehörige verliehen. Im Bereich der Freiwilligen Feuerwehren gab es ab 1959 die Medaille für Treue Dienste in der Freiwilligen Feuerwehr der DDR sowie Brandenburgs für 10, 20 bzw. 30 Dienstjahre. Ab dem Jahr 1978 wurden die Stufen neu geregelt und eine weitere für 40 Jahre hinzugefügt.

### Reichsweite Feuerwehr-Ehrenzeichen von 1936 bis 1945
- Reichsfeuerwehrehrenzeichen (1936)
- Feuerwehr-Ehrenzeichen (1938)

### Feuerwehr-Ehrenzeichen der deutschen Bundesländer
Außer in den beiden Hansestädten Bremen und Hamburg werden in allen Bundesländern Feuerwehr-Ehrenzeichen verliehen.

#### Baden-Württemberg
- Feuerwehr-Ehrenzeichen in Bronze (2018), Silber und Gold am Bande (1956)
  - Feuerwehr-Ehrenzeichen in Silber und Gold am Bande
  - Feuerwehr-Ehrenzeichen in Gold als Steckkreuz

#### Bayern
- Feuerwehr-Ehrenzeichen (1920; wieder ab 1953)
  - Feuerwehr-Ehrenzeichen in Silber und Gold am Bande (1920)
- Feuerwehr-Ehrenzeichen Sonderstufe als Steckkreuz (1953)
- Feuerwehrleistungsabzeichen (1959)
- Leistungsabzeichen Technische Hilfeleistung (1993)
- Bayerische Jugendleistungsprüfung (1983)

#### Berlin
- Feuerwehr- und Katastrophenschutz-Ehrenzeichen am Bande (1978; Erweiterungen 2000 und 2016)
  - Feuerwehr- und Katastrophenschutz-Ehrenzeichen in Silber, Gold und Gold mit Eichenlaub mit Zahl (in fünf Stufen)
  - Feuerwehr- und Katastrophenschutz-Ehrenzeichen als Sonderstufe (Steckkreuz)
- Berliner Ehrenzeichen für besondere Leistungen im Dienst (2018)

#### Brandenburg
- Feuerwehr-Ehrenzeichen in Silber und Gold sowie als Sonderstufe in Gold als Steckkreuz (1994)
  - Feuerwehr-Ehrenzeichen in Silber und Gold sowie als Sonderstufe in Gold als Steckkreuz
  - Feuerwehr-Ehrenzeichen in Gold als Steckkreuz
- Medaille für Treue Dienste in der Freiwilligen Feuerwehr in Bronze, Silber und Gold (1994)

#### Hessen
- Brandschutzehrenzeichen (2002)
  - Brandschutzehrenzeichen Normalstufe in Silber und Gold am Bande
  - Brandschutzehrenzeichen Normalstufe in Silber und Gold als Steckkreuz
  - Brandschutzehrenzeichen Sonderstufe in Silber und Gold am Bande
  - Brandschutzehrenzeichen Sonderstufe in Silber als Steckkreuz
- Hessisches Feuerwehrleistungsabzeichen (1966)

#### Mecklenburg-Vorpommern
- Brandschutz-Ehrenzeichen (1993)
  - Brandschutz-Ehrenspange
  - Brandschutz-Ehrenzeichen in Silber und Gold am Bande
  - Brandschutz-Ehrenzeichen Sonderstufe als Steckkreuz

#### Niedersachsen
- Feuerwehrehrenzeichen (1954; Erweiterung 2013)
  - Feuerwehrehrenzeichen für langjährige Verdienste in Silber, Silber-Gold und Gold
  - Feuerwehrehrenzeichen für Verdienste am Bande
  - Feuerwehrehrenzeichen für Verdienste in Silber und Gold am Bande
  - Feuerwehrehrenzeichen Sonderstufe als Steckkreuz
  - Feuerwehrehrenzeichen für Zivilpersonen

#### Nordrhein-Westfalen
- Feuerwehr-Ehrenzeichen (1954; Erweiterung 2016)
  - Feuerwehr-Ehrenzeichen in Silber, Gold und Gold mit Gold-Kranz am Bande
- Feuerwehr-Ehrenzeichen und Katastrophenschutz-Ehrenzeichen als Steckkreuz (2016)
- Brand- und Katastrophenschutz-Verdienst-Ehrenzeichen
  - Brand- und Katastrophenschutz-Verdienst-Ehrenzeichen in Silber und Gold als Steckkreuz (2016)
- Feuerwehr- und Katastrophenschutz-Einsatzeichen (2016)

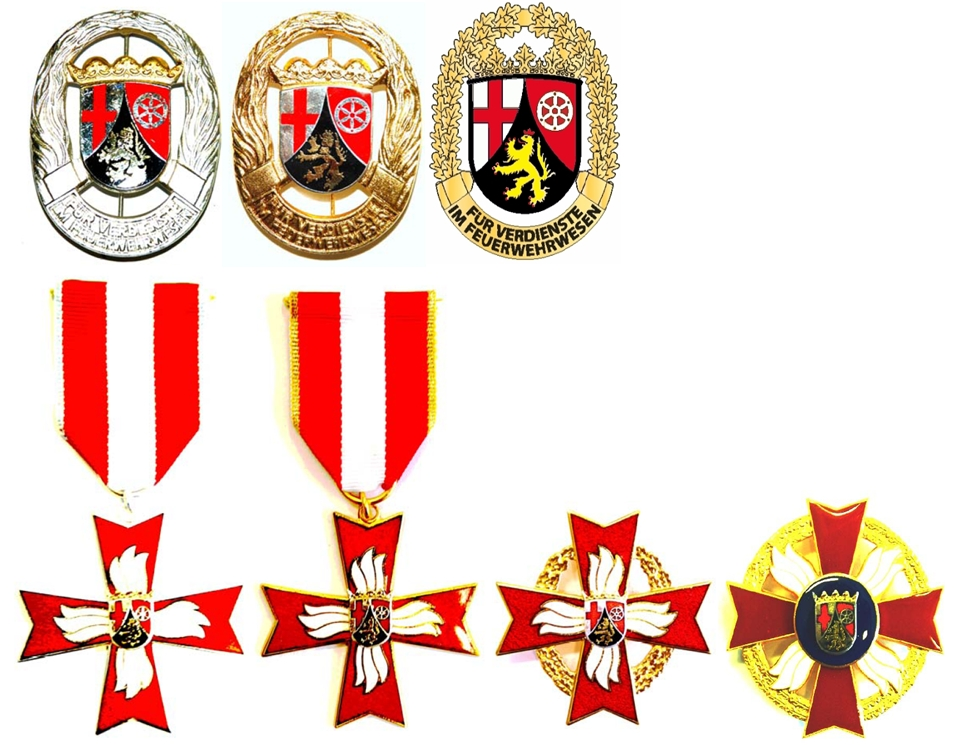
Stufen des Feuerwehr-Ehrenzeichens Rheinland-Pfalz

#### Rheinland-Pfalz
- Feuerwehr-Ehrenzeichen des Landes Rheinland-Pfalz (1983)
  - Feuerwehr-Ehrenzeichen in Bronze, Silber und Gold
  - Feuerwehr-Ehrenzeichen in Silber und Gold am Bande
  - Feuerwehr-Ehrenzeichen in Gold als Steckkreuz
  - Feuerwehr-Ehrenkreuz in Gold

#### Saarland
- Feuerwehr-Ehrenzeichen (1959)
  - Feuerwehr-Ehrenzeichen in Silber und Gold am Bande
  - Feuerwehr-Ehrenzeichen in Gold als Steckkreuz
- Feuerwehr-Leistungsabzeichen (1975)

#### Sachsen
- Feuerwehr- und Helfer-Ehrenzeichen (2013; Feuerwehr-Ehrenzeichen ab 1992)
  - Feuerwehr- und Helfer-Ehrenzeichen in Bronze, Silber und Gold am Bande
  - Feuerwehr- und Helfer-Ehrenzeichen in Silber und Gold als Steckkreuz
- Feuerwehr-Leistungsabzeichen für Technische Hilfe in Bronze (2001)
- Feuerwehr-Leistungsabzeichen für Löscheinsatz in Bronze, Silber und Gold (2001)

#### Sachsen-Anhalt
- Brandschutz- und Katastrophenschutz-Ehrenzeichen des Landes Sachsen-Anhalt (2005; Brandschutzehrenzeichen ab 1993)
  - Brandschutz- und Katastrophenschutz-Ehrenzeichen in Silber und Gold am Bande
  - Brandschutz- und Katastrophenschutz-Ehrenzeichen in Gold als Steckkreuz
- Anstecknadel für langjährige Tätigkeit im Brandschutz in Bronze, Silber, Gold, Silber mit Eichenlaub und Gold mit Eichenlaub (1993; 2005 erweitert)
- Feuerwehrspange des Landes (1998)

#### Schleswig-Holstein
- Schleswig-Holsteinisches Feuerwehr-Ehrenkreuz (1998)
  - Feuerwehr-Ehrenkreuz in Bronze und Silber am Bande
  - Feuerwehr-Ehrenkreuz in Gold als Steckkreuz
- Brandschutz-Ehrenzeichen (1955)
  - Brandschutz-Ehrenzeichen in Silber und Gold am Bande
  - Brandschutz-Ehrenzeichen in Gold als Steckkreuz

#### Thüringen
- Brandschutzehrenzeichen (1992)
  - Brandschutzmedaille
  - Brandschutzehrenzeichen in Silber und Gold am Bande
  - Brandschutzehrenzeichen in Silber und Gold als Steckkreuz
- Feuerwehrleistungsabzeichen in Bronze, Silber und Gold (1997)

### Von nichtstaatlichen Stellen verliehene Ehrenzeichen

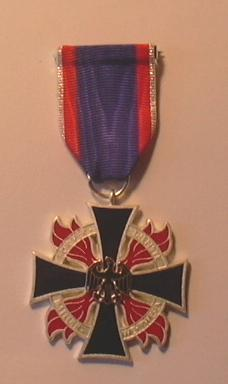
Deutsches Feuerwehr-Ehrenkreuz in Silber

#### Jugendfeuerwehr
- Jugendflamme in drei Stufen des jeweiligen Bundeslandes
- Leistungsspange der Deutschen Jugendfeuerwehr
- Ehrennadel der Deutschen Jugendfeuerwehr in Silber und Gold
- Florian-Medaille der Hessischen Jugendfeuerwehr in Bronze, Silber und Gold

#### Einsatzabteilung
- Deutsches Feuerwehr-Ehrenkreuz in Bronze, Silber und Gold (Genehmigung durch den Bundespräsidenten und Verleihung durch den Präsidenten des Deutschen Feuerwehrverbandes)
- Deutsche Feuerwehr-Ehrenmedaille (Verleihung durch den Präsidenten des Deutschen Feuerwehrverbandes)
- Ehrennadel des Deutschen Feuerwehrverbandes in Silber und Gold (Verleihung durch den Präsidenten des Deutschen Feuerwehrverbandes)
- Feuerwehr-Ehrenmedaille, Feuerwehr-Ehrenkreuz II. Klasse am Band bzw. I. Klasse als Steckkreuz des Landesfeuerwehrverbands Bayern e. V.
- Ehrenzeichen des Landesfeuerwehrverbandes Berlin in Bronze, Silber und Gold (Verleihung durch den Vorsitzenden des LFV Berlin)
- Feuerwehr-Ehrenkreuz des Landesfeuerwehrverbandes Brandenburg
- Ehrenspange des Landesfeuerwehrverbandes Bremen
- Ehrenmedaille des Landesfeuerwehrverbandes Hessen in Silber und Gold
- Ehrenzeichen für Hessische Feuerwehrmusiker in Bronze, Silber und Gold
- Niedersächsische Feuerwehr-Ehrenmedaille des Landesfeuerwehrverbandes Niedersachsen
- Ehrennadel des Landesfeuerwehrverbandes Rheinland-Pfalz in Bronze, Silber und Gold
- Ehrenstern des Landesfeuerwehrverbandes Sachsen-Anhalt am Bande in Gold, Silber und Bronze – am Stecker in Gold
- Ehrenmedaille des Nassauischen Feuerwehrverbandes am Bande in Gold und Silber
- Ehrenkreuz des Nassauischen Feuerwehrverbandes am Bande in Gold und Silber

## Österreich

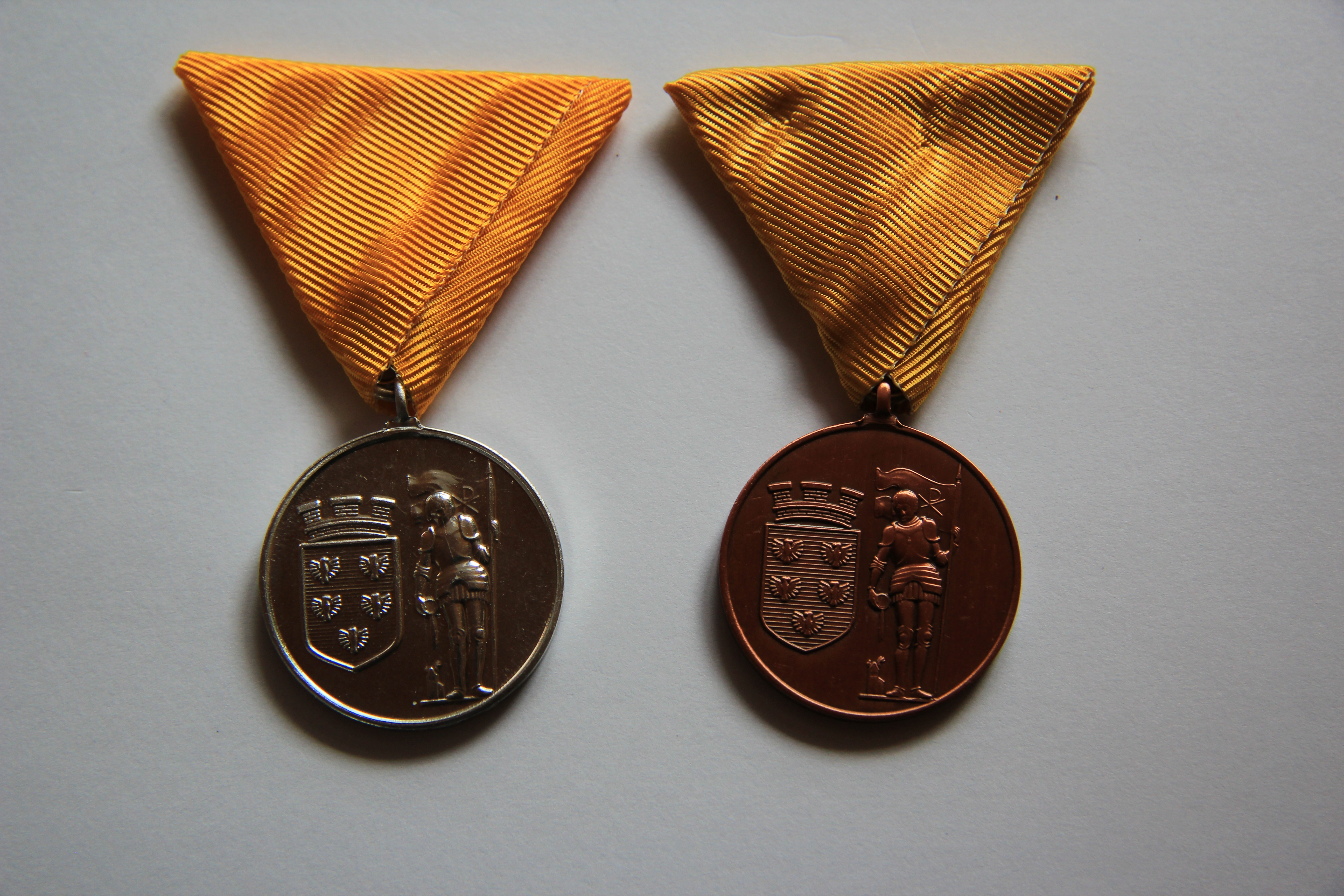
Ehrenzeichen für vieljährige verdienstvolle Tätigkeit auf dem Gebiete des Feuerwehr- und Rettungswesens in Niederösterreich

In Österreich schaffte die Erste Republik 1918 die kaiserliche Ehrenmedaille ab, 1923 entstand die „Österreichische Medaille für vieljährige eifrige und ersprießliche Tätigkeit auf dem Gebiete des Feuerwehr- und Rettungswesens“.
In Österreich-Ungarn wurde erst durch Allerhöchste Entschließung am 24. November 1905 eine „Ehrenmedaille für fünfundzwanzigjährige verdienstliche Tätigkeit auf dem Gebiete des Feuerwehr- und Rettungswesens“ gestiftet.
- Österreichisches Feuerwehr-Ehrenzeichen (existierte in dieser Form und Bezeichnung nur bis 1938)
- Landesauszeichnungen (ab 1950)
  - Medaille für Verdienste im Wiener Feuerwehr- und Rettungswesen
  - Medaille für ersprießliche Tätigkeit auf dem Gebiet des Feuerwehr- und Rettungswesens (Tirol)
  - Medaille für vieljährige eifrige und ersprießliche Tätigkeit auf dem Gebiete des Feuerwehr- und Rettungswesens im Land Salzburg
  - Feuerwehrmedaille des Landes Vorarlberg
  - Kärntner Medaille für Verdienste im Feuerwehr- und Rettungswesen
  - Kärntner Ehrenkreuz für besondere Leistungen im Feuerwehrdienst
  - Ehrenzeichen für vieljährige verdienstvolle Tätigkeit auf dem Gebiete des Feuerwehr- und Rettungswesens (Niederösterreich)
  - Medaille für vieljährige eifrige und ersprießliche Tätigkeit auf dem Gebiete des Feuerwehr- und Rettungswesens (Steiermark)
  - Oberösterreichische Feuerwehr-Dienstmedaille
  - Oberösterreichische Feuerwehrverdienstkreuz
  - Ehrenmedaille für vieljährige Tätigkeit auf dem Gebiet des Feuerwehrwesens (Burgenland)

## Weltfeuerwehrverband CTIF
Das Internationale technische Komitee für vorbeugenden Brandschutz und Feuerlöschwesen (CTIF) verleiht Gruppen, welche an den alle vier Jahre stattfindenden Internationalen Feuerwehr-Sportwettkämpfen oder Traditionellen Internationalen Feuerwehrwettbewerben teilnehmen, je nach Platzierung (Drittelung der Gesamtteilnehmer) die
- große Internationale Wettbewerbsmedaille in Bronze, Silber oder Gold.

Den einzelnen Wettkämpfern der Mannschaften der Plätze 1 bis 3 bei den Internationalen Feuerwehr-Sportwettkämpfen wird die
- Internationale Feuerwehrsportwettkampfmedaille des CTIF am Bande in Gold, Silber oder Bronze

im Rahmen einer Siegerehrung verliehen.